# K.u.k. Infanterieregiment „Graf von Khevenhüller“ Nr. 7
Das k.u.k Infanterieregiment „Graf von Khevenhüller“ Nr. 7 war ein Infanterie-Regiment der Habsburgermonarchie. Es wurde 1691 vom habsburgischen Kaiser des Heiligen Römischen Reichs in Dienst gestellt. Das Regiment bestand bis 1918 im Kaisertum Österreich bzw. in der österreich-ungarischen Monarchie. Seinen zuletzt geführten Namen erhielt es erst 1860. Im Jahre 1915 wurden die Zusatzbezeichnungen abgeschafft, es sollte von da an nur noch „Infanterieregiment Nr. 7“ heißen. Dies ließ sich jedoch im allgemeinen Sprachgebrauch nicht durchsetzen, auch weil die sparsame k.u.k. Militäradministratur verfügt hatte, zuerst alle vorhandenen Stempel und Formulare aufzubrauchen.

## Aufstellung und relevante Ereignisse
Anlässlich der durch die Osmanen ausgehenden Gefahr im Großen Türkenkrieg sah sich Kaiser Leopold I. gezwungen, durch Aufstellung neuer Regimenter seine Streitkräfte zu verstärken.
Am 25. Jänner 1691 erhielt Generalfeldwachtmeister Notger Wilhelm Graf von Öttingen-Baldern ein Patent zur Aufstellung eines Regiments zu Fuß zu zehn Kompanien mit einer Stärke von 1500 Mann.
Als Werbebereich wurde Franken festgelegt. Die ersten angeworbenen Soldaten kamen daher aus Nürnberg, Bamberg, Bayreuth und Ulm, sowie aus Rothenburg ob der Tauber. Die Bewaffnung des Regiments bestand aus 1320 Musketen und 80 Kurzgewehren für die Unteroffiziere. Das so benannte „Regiment Graf von Öttingen-Baldern“ erhielt bereits zwei Monate später einen neuen Inhaber und hieß nun „Regiment Freiherr von Pfeffershofen“. Die Hauptaufgabe der Einheit lag zunächst in der Abwehr der andauernden Türkeneinfälle. Dazu wurde es in der strategisch wichtigen Festung Ofen stationiert.
- 1720: Die Bezeichnung „Regiment zu Fuß“ wird durch „Infanterie – Regiment“ ersetzt.
- 1735: Verlegung des Regiments in die Toskana
- 1737: Am 28. Juni erschien das „1. gedruckte Dienst- und Exercierreglement für Reiterei und Infanterie“ für die österreichische Armee, verfasst von Feldmarschall Graf von Khevenhüller (Erstausgabe Wien 1739)
- 1745: Regimentskommandeur Oberst Freiherr Johann Carl von Wurmb fällt in der Schlacht bei Hohenfriedberg
- 1769: Die bisherige Praxis, die Regimenter nach ihrem Inhaber zu benennen wurde abgeschafft und durch eine ständige Nummerierung ersetzt. Dem Regiment wurde die Nummer 7 zugewiesen. Für die Rangbestimmung der Regimenter war der Rang des Inhabers maßgebend. Das Regiment hatte von nun an die erhaltene Nummer für immer zu führen und in die Säbel eingravieren zu lassen. Feldzeugmeister Graf Neipperg war damals der älteste Inhaber und erhielt nach den Hausregimentern (Kaiser, Erzherzog Ferdinand, Herzog Karl von Lothringen, Hoch- und Deutschmeister und das 1. und 2. Garnisonsregiment) als erstes Infanterieregiment der Linie die „Nr. 7“. Die als Unterscheidungsmerkmal dienende Abzeichenfarbe[5] war bis 1767 blau (1. aktenmäßige erwiesene Adjustierung des Regiments) und wurden dann in dunkelbraun geändert.[6]

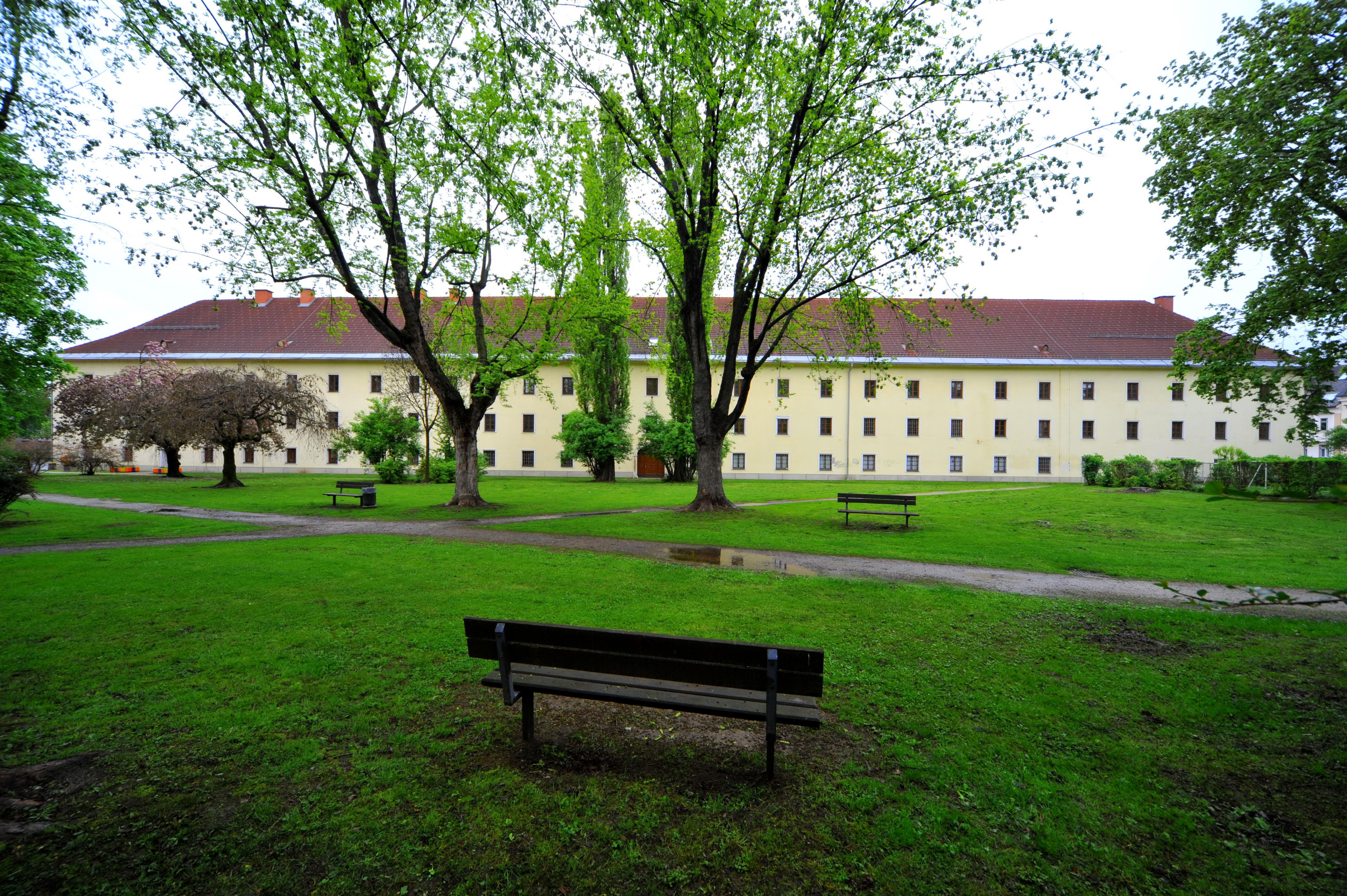
Waisenhauskaserne in Klagenfurt

Truppenfahne (Vorderseite)

Truppenfahne (Rückseite)

- 1789: Oberst Emanuel Graf Auersperg fällt in der in der Schlacht bei Fokšani
- 1794: Major Graf Bolza fällt in der Schlacht bei Tournay
- 1809: Im Gefecht bei Urfahr-Linz fällt der Major Cajetan von Marinowsky
- 1817: Eine neue Regimentsbezirkseinteilung entstand. Dem Infanterie-Regiment Nr. 7 wurde der Klagenfurter Kreis mit 155.129 „Seelen“ und der Villacher Kreis mit 112.122 „Seelen“ zugeteilt.
- 1824: Christof Freiherr von Lattermann wird Regimentsinhaber.
- 1830: Das Regiment war unter seinem Kommandanten Josef Freiherr von Adelstein in Oberitalien stationiert.
- 1849: Major Heinrich Kleinschrodt fällt in der Schlacht bei Sommacampagna
- 1858: Da die Regimentsfahnen durch langjährigen Gebrauch starke Abnutzungserscheinungen zeigten, war es notwendig geworden dem Regiment neue Fahnen zuzuteilen. Dies geschah am 18. Oktober 1858  in Anwesenheit des Statthalters von Triest, Gouverneur FML Baron Mertens, des Korpskommandanten von Telmer und vieler anderer Offiziere im großen Kaiserhof in Triest. Die Fahne des ersten Bataillons trug auf der Vorderseite den kaiserlichen Doppeladler und auf der Rückseite das Abbild der Jungfrau Maria. Die übrigen Fahnen waren beidseitig mit dem Doppeladler versehen. Die Fahnenmutter für das I. Bataillon war die Kaiserin Elisabeth, die ein goldbesticktes Fahnenband mit der Aufschrift „Die Kaiserin Elisabeth den tapferen Söhnen Kärntens“ und ein zweites Band mit dem Spruch „MUTH, TAPFERKEIT und TREUE“ stiftete.
- 1868: Am 24. Juni wurde in der Klagenfurter Stadtpfarrkirche die feierliche Enthüllung des Monuments vorgenommen, welches zur Erinnerung an die in der Schlacht bei Custozza auf dem „Feld der Ehre“ gefallenen Soldaten errichtet wurde.
- 1871: Das Regiment rückte nach Tirol ab, um dort bis 1882 zu verbleiben. Danach kehrt es nach Durchführung vieler Assistenzeinsätze aus Tirol nach Klagenfurt bzw. Villach zurück.
- 1883: Unruhen erforderten an der ehemaligen Militärgrenze eine kurzfristige Verlegung des Regiments in den Raum Agram. Anschließend nahm es an den stattfindenden Manövern in Ungarn teil (15. – 21. September).
- 1888: In Erinnerung an den Feldmarschall Ludwig Andreas Graf von Khevenhüller – Frankenburg erhielt die bisher nur Infanterieregiment Nr. 7 benannte Einheit am 13. Mai von Kaiser Franz Josef anlässlich der feierlichen Enthüllung des Denkmals für Kaiserin Maria Theresia in Wien den immerwährenden Namen verliehen:[7]

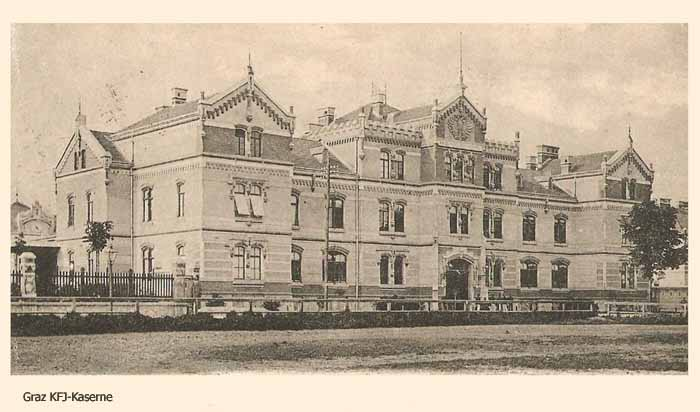
Kaiser Franz Josef-Kaserne in Graz

Infanterieregiment Ludwig Andreas Graf von Khevenhüller Nr. 7
- 1883: Neuer Regimentsinhaber wird der FZM[9] Hermann Freiherr Dahlen von Orlaburg.
- 1891: Am 12. Jänner 1891 jährte sich der Geburtstag des Regimentes zum 200. Mal. Die ungünstige Jahreszeit bewog den Regimentskommandanten Oberst Rungg, die offizielle Feier auf den Gedenktag von Custozza zu verlegen. Vom 23. bis zum 25. Juni 1891 feierte das Infanterieregiment Nr. 7 sein Jubiläum in der Waisenhaus – Kaserne in Klagenfurt in Anwesenheit des Korpskommandanten, Feldzeugmeister Herzog von Württemberg und aller offiziellen Kärntner Persönlichkeiten.
- 1909: Das Regiment stellt am  6. Jänner die erste Maschinengewehrabteilung mit dem Maschinengewehr Schwarzlose auf.

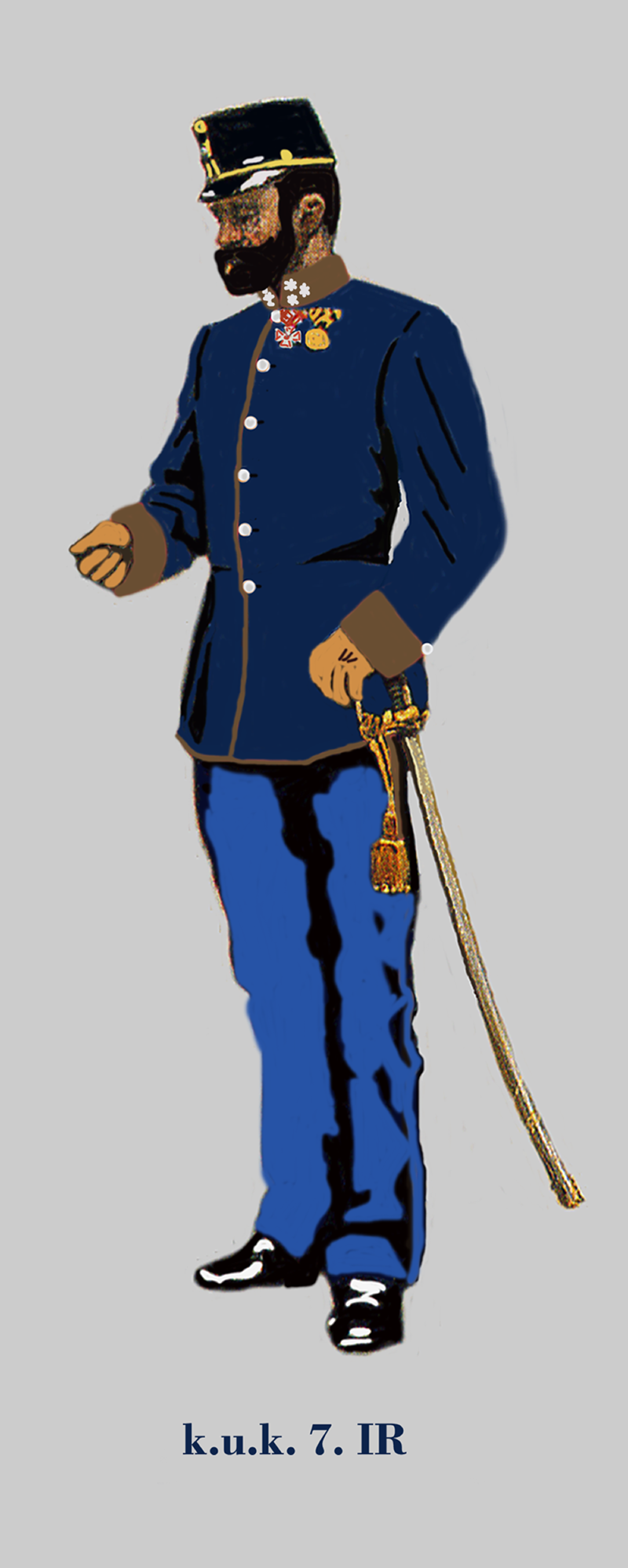
Hauptmann des InfRgt Nr. 7 in Dienst/Ausgangsadjustierung

## Inhaber
- 1691 Freiherr Johann Ferdinand von Pfeffershofen, Feldzeugmeister
- 1700 Graf Eberhard Friedrich von Neipperg, Feldmarschall
- 1717 Graf Wilhelm Reinhard von Neipperg, Feldmarschall
- 1774 Graf Franz Xaver von Harrach, Feldmarschall-Lieutenant
- 1783 Freiherr Karl Friedrich von Schröder, Feldmarschall-Lieutenant
- 1809 Großherzog Ferdinand von Würzburg, Feldmarschall
- 1814 Großherzog Ferdinand von Toscana, Feldmarschall
- 1824 Freiherr Christoph von Lattermann, Feldmarschall
- 1835 Freiherr Franz Adolf Prohaska von Guelfenburg, General der Kavallerie
- 1862 Freiherr Joseph von Maroicic di Madonna del Monte, Feldzeugmeister
- 1883 Freiherr Hermann Dahlen von Orlaburg, Feldzeugmeister

### Zweiter Inhaber
Von 1809 bis 1824 war der FZM Freiherr Christoph von Lattermann zweiter Inhaber des Regiments.

## Status August 1914
Zugehörig: 6. Infanterie-Truppendivision  – III. Armeekorps
Nationalitäten: 97 % Deutsche – 3 % Andere
Ergänzungskommando und Ersatzbataillonskader: Klagenfurt
Dislozierung: Stab, I.,III.,IV. Baon: Graz – II. Baon: Klagenfurt
Kommandant: Oberst Otto Koschatzky
Stabsoffiziere: Obstlt.Hubinger,Johann – Maj.Fleischer,Hermann – Maj.Palik,Maximilian – Maj.Kaufmann,Johann – Maj.Prünster,Ignaz – Maj.Bueckeisen,Friedrich – Maj.Ritter Schönhaber von Wengenroth,Heinrich – Maj. Lunzer Edler von Lindhausen,Heinrich
Deutsche Uniform – Egalisierungsfarbe: dunkelbraun – Knöpfe: Weißmetall
Regimentssprache: Deutsch

## Garnisonen
- 1718: Ofen
- 1720: Arad
- 1730: Belgrad
- 1731: Esseg und Pancsova
- 1736: Ferrara
- 1739: Parma, sowie Lucca, Siena, Pisa und die Insel Elba.
- 1816: Leipnik und Olmütz
- 1817: Stab I. Baon in Görz – II. Baon in Triest – III. Baon in Gradiška
- 1824: Klagenfurt
- 1830: Oberitalien
- 1893: Das Regiment wird in neue Garnison nach Graz verlegt. Das II. Bataillon bleibt in Klagenfurt

## Gefechtskalender
→Großer Türkenkrieg
- 1696: Die erste Feuertaufe erhielt das Regiment in der Schlacht von Olasch an der Bega gegen die Türken.
- 1697: Unter Prinz Eugen von Savoyen Einsatz in der Schlacht bei Zenta.
- 1699: Kampfwert, Moral und Ausrüstung des Regiments waren inzwischen dermaßen gesunken, dass eine Auflösung in Erwägung gezogen werden musste. Jedoch konnten die Reste der noch schlechter gestellten und daher aufgelösten Regimenter „Neipperg“ und „Württemberg-Mömpelgard“ eingegliedert und somit der Bestand sichergestellt werden. Die Inhaberwürde ging nunmehr an  Oberst Eberhard Friedrich von Neipperg, der dieses Amt bis 1717 ausübte. Der Verband trug nunmehr den Namen „Infanterie Regiment Neipperg“.[10] Im gleichen Jahr erhielt das Regiment eine aus Trommlern und Pfeifern bestehende Regimentsmusik.
- 1703: Kämpfe gegen die Aufständischen in Ungarn und Siebenbürgen.

→Spanischer Erbfolgekrieg
- 1713: Bis etwa 1716 waren sechs Kompanien an den Operationen der Rheinarmee beteiligt.

→Venezianisch-Österreichischer Türkenkrieg
- 1716: Schlacht von Peterwardein Das Regiment erhielt höchste Lorbeeren für sein Verhalten während der Schlacht. Der damalige Regimentskommandant, Feldzeugmeister Eberhard Friedrich von Neipperg, wurde auf Grund seiner besonderen Verdienste in der Schlacht von Kaiser Karl VI. mit einem „Dank-Briefel“ (Dankbrief) ausgezeichnet, damals ein besonderes Zeichen kaiserlicher Gunst. Obrist Ludwig Andreas Graf von Khevenhüller, der spätere Namenspatron des Regiments – wurde die Ehre zuteil, dem Kaiser in Wien die Siegesbotschaft zu überbringen.

Im Oktober desselben Jahres beteiligte sich das Regiment an der Eroberung der starken Türkenfestung Temesvar.
- 1717: Am 24. Februar wurde der Sohn des bisherigen Obristen Eberhard von Neipperg, Feldmarschall Graf Reinhard Willhelm von Neipperg zum neuen Regimentsinhaber bestellt.

Juni 1717: Eroberung von Belgrad
- 1718: Für das Regiment wurden zum ersten Mal Ergänzungsmannschaften durch Landrekruten aus Kärnten und der Steiermark  geworben. Das Werbegeld betrug pro Kopf ca. 29 bis 49 fl (Gulden|Florin).

→Österreichischer Erbfolgekrieg
- 1741/1742: Kämpfe im Kurfürstentum Bayern, an der Maas, in Luxemburg und den Niederlanden

→Siebenjähriger Krieg
- 1756: Das Regiment verlegte nach Böhmen. Gefechte gegen preußische Truppen.
- 1757: Schlacht bei Kolin. Sturm auf das „Eichenwäldchen“
- 1762: Schlacht bei Burkersdorf

→Russisch-Österreichischer Türkenkrieg (1787–1792)
- 1789: Unter Feldmarschalleutnant Freiherr von Schröder (1783–1810), der Franz Xaver von Harrach (1774–1783) als Inhaber des Regimentes folgte, nahm das Regiment 1789 an den Kämpfen bei Foksani und Martinestie (damals Moldau, nahe dem Schwarzen Meer) unter den Kommandanten Oberstleutnant Emanuel Graf Auersberg und Oberstleutnant Sobietitzky von Sobietitz gegen die Türken teil.

→Koalitionskriege
- 1805: Das Regiment verteidigte unter Hauptmann Marinowsky die Schanze bei Colognola (Italien).
- 1809: Unter dem Kommando von Ferdinand Großherzog von Würzburg zeichnete sich das Infanterie-Regiment Nr. 7 in den Kämpfen gegen Napoleon erneut aus.

→Italienische Unabhängigkeitskriege
- 1848: Das Regiment war allen wichtigen Schlachten unter dem Oberkommando Feldmarschall Radetzkys maßgeblich an den Erfolgen der k.k. Armee beteiligt. Am 19. Mai erstürmte der damalige Regimentskommandant Oberst Baron Reischach an der Spitze der Siebener mit dem Ruf „Vorwärts Prohaska! Es lebe der Kaiser!“, das zäh verteidigte Montanara.
- 10. Juni: In der „Schlacht von Vicenza“ erstürmte Oberst Baron Reischach an der Spitze der 4. Kompanie die Villa Rotonda. Die Entschlossenheit der Kärntner Infanteristen hatte maßgeblichen Anteil an der Kapitulation der Stadt.
- 1859: Schlacht von Solferino. Das IV. Bataillon blieb bis 1866 als Besatzung in Venedig.
- 1862: Das Regiment verlegte in seine Garnisonen nach Kärnten zurück.
- 1865: Erneute Verlegung nach Italien

→Deutscher Krieg
- 1866: Am Anfang des Jahres lag das Regiment unter seinem Inhaber Freiherr von Maroicic in Oberitalien. Nach der Ablösung von  Feldzeugmeister (FZM) v. Baredek durch Erzherzog Albrecht in Italien, wurde Anfang Mai die österreichische Generalmobilmachung verkündet und die Streitkräfte in Kriegsbereitschaft versetzt. Das Regiment wurde der Brigade Kirchsberg, im IX. Korps der Südarmee (FML. Härtung) zugeteilt.
- Schlacht von Custozza

Am 24. Juni um 16:30 Uhr erhielten das I., II. und III. Bataillon den Befehl, von zwei Seiten her die feindlichen Stellungen am Monte Croce anzugreifen und zu nehmen. Im ersten Anlauf konnte das Regiment trotz heftiger Gegenwehr sechs Geschütze erobern und unter Major König gegen ihre vorherigen Besitzer richten. Wegen des Gesamterfolges wurde auf kaiserlichen Befehl der 24. Juni zum Regimentsgedenktag erklärt.
Mitte Juli 1866 wurde das Regiment aus der venezianischen Tiefebene nach Wien verlegt, um die Nordarmee zu verstärken ohne jedoch zum Einsatz zu kommen. Kurzfristig kehrte es dann nach Triest zurück, von wo es Anfang Oktober nach Graz überstellt wurde.
- 1869: In Dalmatien brach ein offener Aufstand aus, der sich gegen das Gesetz über die Einführung der allgemeinen Wehrpflicht richtete. Das Regiment war hier an der Unterdrückung des Aufstandes beteiligt.
- 1870: Rückkehr in die Garnisonen Klagenfurt und Graz.
- 1879: Nachdem Österreich durch den Berliner Kongress das Mandat erhielt, die Provinzen Bosnien und Herzegowina militärisch zu besetzen, nahm das Regiment mit dem IV. und V. Bataillon unter Oberstleutnant Freiherrn von Pittel im Verband der  6. Truppen – Division an der Besetzung des Gebietes teil. Es kämpfte in Gefechten bei Konza und Maglaj, Bjelalowac sowie der Einnahme von Sarajevo. Der Rest des Verbandes wurde in das südliche Tirol (Welschtirol) verlegt, um aufkommenden Schwierigkeiten mit Italien entgegenzuwirken. Stationierungsorte waren Riva, Creto und Torbole. Infolge schwerer Unwetter (Überschwemmungen und Murenabgänge) während dieser Zeit wurde das Regiment zu Katastropheneinsätzen herangezogen.

→Erster Weltkrieg
Bei Ausbruch des Krieges gehörte das Regiment zur Staffel „A“ und wurde demzufolge unter dem Kommando von Oberst Koschatzky nach Nord-Galizien geschickt, wo es am 26. August 1914 an der Schlacht bei Zloczow (Wielkie Lackie) teilnahm und seine Feuertaufe erhielt.
Bis Ende August kämpfte das Regiment in der verlustreichen Schlacht an der Gnila Lipa, dann im Rahmen der Schlacht von Lemberg an der Wereszysca und am 6. und 7. September während der Schlacht von Grodek im Mszana-Wäldchen gegen übermächtige russischen Massierungen. Es nahm im Oktober an dem Angriff auf den russischen Einschließungsring um die Festung Przemyśl teil. Danach folgten die Abwehrkämpfe im Winter 1914/15 in den Karpaten mit der Verteidigung des Duklapass. Im Februar 1915 begannen erneute Angriffe, das Regiment rückte im Verband der 6. Infanterie-Truppendivision von Körösmezö nach Ostgalizien vor und nahm an der Erstürmung der Höhen des Barowacz – Koniacz teil.
- 23. Mai 1915: Während der Kriegserklärung Italiens an Österreich-Ungarn führte das Regiment Stellungskämpfe am  Dnjestr. Wegen des akuten Truppenmangels an den neuen Frontabschnitten wurde das II. Bataillon unverzüglich herausgezogen und an den Frontabschnitt des Isonzo kommandiert. Die übrigen Teile des Regiments würden etwas später nachgeführt.

In der Vierten Isonzoschlacht verteidigte das Regiment erfolgreich den Monte San Michele. Im Dezember erfolgte die Verlegung auf den Karnischen Kamm um die Abschnitte Plöckenpass und Raiblpass zu verteidigen. Das Anfang des Jahres in Hermagor aufgestellte X. Marschbataillon operierte zunächst selbstständig auf dem Nassfeld und dann im Bereich des Wolayer Sees. Im Herbst 1915 wurde es in den Bereich des Hochweißstein (Monte Peralba) verlegt. Ab dem 1. Jänner 1916 wurde es dann dem Regiment als II. Bataillon eingegliedert.
- 1916: Abwehrkämpfe auf den Grenzkämmen der Karnischen – und Julischen Alpen.
- 1917: Bereitstellung des Regiments für die Zwölfte Isonzoschlacht. Östlich von Flitsch lagen vier Bataillone im Gebirge und ein Bataillon in der Wischberggegend. Am 24. Oktober begann die Durchbruchsschlacht von Flitsch und Karfreit. Das Regiment (ohne IV. Bataillon) erstürmte die beinahe senkrechten Hänge des Polounik. Am 15. November folgte die Erstürmung des Monte Tomatico. Im Dezember Kämpfe am Monte Asolone.
- 1918: Während der Junischlacht wehrten die Khevenhüller am Monte Solarolo mehrere feindliche Gegenangriffe ab. Harte Stellungskämpfe am Monte Pertica folgten. Bedingt durch die massiven Personalverluste in der Front, hervorgerufen durch Massendesertationen insbesondere tschechischer Soldaten begann am  27. Oktober gezwungenermaßen  hier der allgemeine Rückzug. Dem Infanterieregiment Nr. 7 gelang es noch, unter hohen Verlusten den Monte Prassolan und Perticahang zu halten und damit vielen, sich auf dem Weg zum Brenner bewegenden Soldaten Tod und Gefangenschaft zu ersparen. Auch die Khevenhüller lösten sich dann aus der Front und marschierten zunächst bis nach Bruneck. Von dort aus marschierten sie am 10. November nach Innichen. Dort begann der Bahntransport zurück nach Klagenfurt, das die Reste des Regiments in Stärke von 300 Mann am 13. November erreichten. In Klagenfurt wurden sie lediglich von den Abgeordneten Dr. Angerer und Hr. Melcher stellvertretend für den Wehrausschuss in Empfang genommen. Das „k.u.k. Kärntner Infanterie Regiment  Graf von Khevenhüller Nr. 7“ wurde dann ohne großes Aufhebens aufgelöst.

## Sonstiges
Regimentshund „Korporal“ Prohaska
Wahrscheinlich kam er 1846 bei Bassano di Grappa zum Regiment und wurde als Spähhund einrolliert. (Seinen Namen verdankt er zweifelsohne dem damaligen Regimentsinhaber Franz Adolf Prohaska von Guelfenburg.) Er hatte alle italienischen Feldzüge stets treu mitgemacht und wurde am 4. August 1848 bei der Eroberung Mailands an der Nase verwundet.
Für seine besonderen Verdienste erhielt er den Korporalsdienstgrad und sogar das Mannschafts-Verdienstzeichen in Leder, als Zeichen seiner langjährigen Treue.
1851 fand in Monza anlässlich des Kaisergeburtstages und in dessen Anwesenheit am 18. August eine große Parade der Truppen des V. und VII. Korps statt, an der auch das InfRgt Nr. 7 teilnahm. An seiner Spitze marschierte der in der ganzen Armee bekannte, mit Feldzeichen und Lorbeerkranz geschmückte Regimentshund Prohaska. Nach der Parade wurde er dem Kaiser, der sich nach der Geschichte des Hundes erkundigte, vorgeführt. Infolge seiner großen Verdienste erhielt er die kaiserliche Erlaubnis, weiterhin an der Spitze des Regimentes zu marschieren.
Der Hund „Korporal Prohaska“  befindet sich heute ausgestopft in einer Vitrine im Traditionsraum (Khevenhüller 7er Museum) der Khevenhüller-Kaserne in Klagenfurt.

## Ehrungen
- 1762: Als erster Angehöriger des Regiments wurde Hauptmann Johann Gottfried Schröder (1783–1809 Regimentsinhaber) nach der Schlacht bei Schweidnitz (Sachsen) der Maria-Theresien-Orden verliehen.
- 1789: Am 10. August wurde dem Feldwebel Michael Ruppert, der sich bei der Erstürmung des Klosters Samuel durch besonderen Mut hervorgetan hatte, als erstem Mann der Armee die von Kaiser Joseph II. neu gestiftete goldene Ehren-Denkmünze verliehen.
  - Weiters wurden den „Gemeinen“ Johann Roth, Johann Kopczky und Blasius Czupczak, welche die Ersten unter den Stürmenden waren, die Silberne Ehren-Denkmünze verliehen. Die Verleihung erfolgte auf Grund des Medaillen-Commissions-Beschlusses durch den kommandierenden General.
- 10. Juni 1848:  Für sein vorbildliches Verhalten und tapferes Benehmen im Barrikadenkampf während der „Schlacht von Vicenza“ wurde Feldwebel Peter Angermaier aus Klagenfurt mit der silbernen Tapferkeitsmedaille 1. Klasse ausgezeichnet.
- 1866: Regimentsinhaber Joseph Freiherr von Maroicic (1862–1882) wurde, da er seine Truppen erfolgreich zum Sieg führen konnte, mit dem Kommandeur-Kreuz des Maria-Theresien-Ordens ausgezeichnet.